# 浜田隆
浜田 隆（はまだ たかし、1927年3月27日 - ）は、日本の美術評論家、美術史研究者。

## 人物・来歴
大連生まれ。1951年東京大学文学部美学美術史卒。1953年奈良国立文化財研究所勤務、1959年文化財保護委員会美術工芸課勤務、のち課長。東京国立博物館次長、1983年奈良国立博物館館長、1988年東京国立文化財研究所所長。1991年山梨県立美術館館長。

## 著書
- 『本願寺』中央公論美術出版 1967年
- 『曼荼羅の世界 密教絵画の展開』美術出版社(美術選書)1971
- 『極楽への憧憬 浄土教絵画の展開』美術出版社(美術選書)1975

### 共編著
- 『日本絵画館 3 平安 2』白畑よし共編 講談社 1970年
- 『日本絵画館 2 奈良・平安 1』亀田孜共編 講談社 1971年
- 『日本古寺美術全集 第12巻 教王護国寺と広隆寺 観智院』集英社 1980年5月
- 『日本古寺美術全集 第10巻 延暦寺・園城寺と西教寺 円満院　聖衆来迎寺』集英社 1980年9月
- 『日本古寺美術全集 第14巻 醍醐寺と仁和寺・大覚寺』集英社 1982年1月
- 『日本古寺美術全集 第13巻 金剛峯寺と吉野・熊野の古寺』集英社 1983年5月
- 『密教美術大観』全4巻 佐和隆研共編 朝日新聞社 1983年-1984年
- 『国宝大事典 1 絵画』講談社 1985年5月
- 『日本の美術館 7 京都/奈良』原田平作共編 ぎょうせい 1987年7月
- 『日本美を語る 第4巻 曼荼羅の宇宙 東寺・高野山と密教の寺々』杉浦康平共編 ぎょうせい 1989年5月